# 香港第一條過海鐵路
香港第一條過海鐵路，又稱尖沙咀海底鐵路隧道，是香港首條海底鐵路隧道，它跨越維多利亞港海底，連接九龍的尖沙咀站和香港島金鐘站，現在是港鐵荃灣綫的一部份。與之後的過海鐵路隧道不同，本隧道與車用海底隧道並不重疊。

## 歷史
1967年，香港政府在檢討香港交通同時，邀請英國交通研究部門就香港整體交通作出研究，因此出現首條過海鐵路隧道的雛型。
1976年3月，此隧道正式動工，以沉管（鋼板加混凝土）技術建造，並由熊谷組承建（合約109），是全港首條由日本承建商興建的隧道；而在隨後的40多年內，香港所有海底隧道均由日資公司興建，直至由法資公司承建的屯門赤鱲角隧道公路興建為止。在是次工程中，沉管隧道在港島白沙灣附近（今城巴柴灣車廠及創富道車廠）製造後，分為14節拖往尖沙嘴至金鐘間維多利亞港海底安裝。
1978年12月14日，香港第一條過海鐵路最後一段沉管安放至海床，並於同月27日合攏。
1979年3月26日，地鐵與熊谷組舉行隧道貫通儀式。同年，整條隧道正式完工，移交地鐵公司並開始試車。
1980年，地鐵修正早期系統第四期工程完工，此隧道亦正式通車。
1982年，荃灣綫啟用，取代修正早期系統使用此隧道到達香港島的金鐘站，最後到達終點站中環站。
因應經濟持續發展、人口增加和客量上升，在1989年、1998年和2022年，香港第二、第三和第四條過海鐵路隧道也相繼通車。而鐵路隧道與第一條公路隧道紅磡海底隧道並不重疊，連接位置亦不相同，位於紅隧旁的紅磡站過去不能直接過海，大量東鐵線乘客需要轉乘巴士過海，導致紅隧加劇交通擠塞，因此政府決定興建香港第四條過海鐵路，使東鐵綫可以直接過海，以紓緩路面交通擠塞。

## 設計
整條隧道由灣仔至尖沙咀，共分為14段，而每段沉管闊約13米，隧道直徑為約5米。整條隧道最深處為海面下24.24米，而兩端深度分別為海面下19.58米及21.63米。沉管主要由皇冠狀鋼管構成，再加上混凝土內襯及無碴道床而成。
在隧道兩側，各設有一座高11層（含地庫7層）的通風大樓（分別名為「北面通風大樓」（NVB）及「南面通風大樓」（SVB））連防洪閘，並附設緊急通道連接地面。

## 圖集

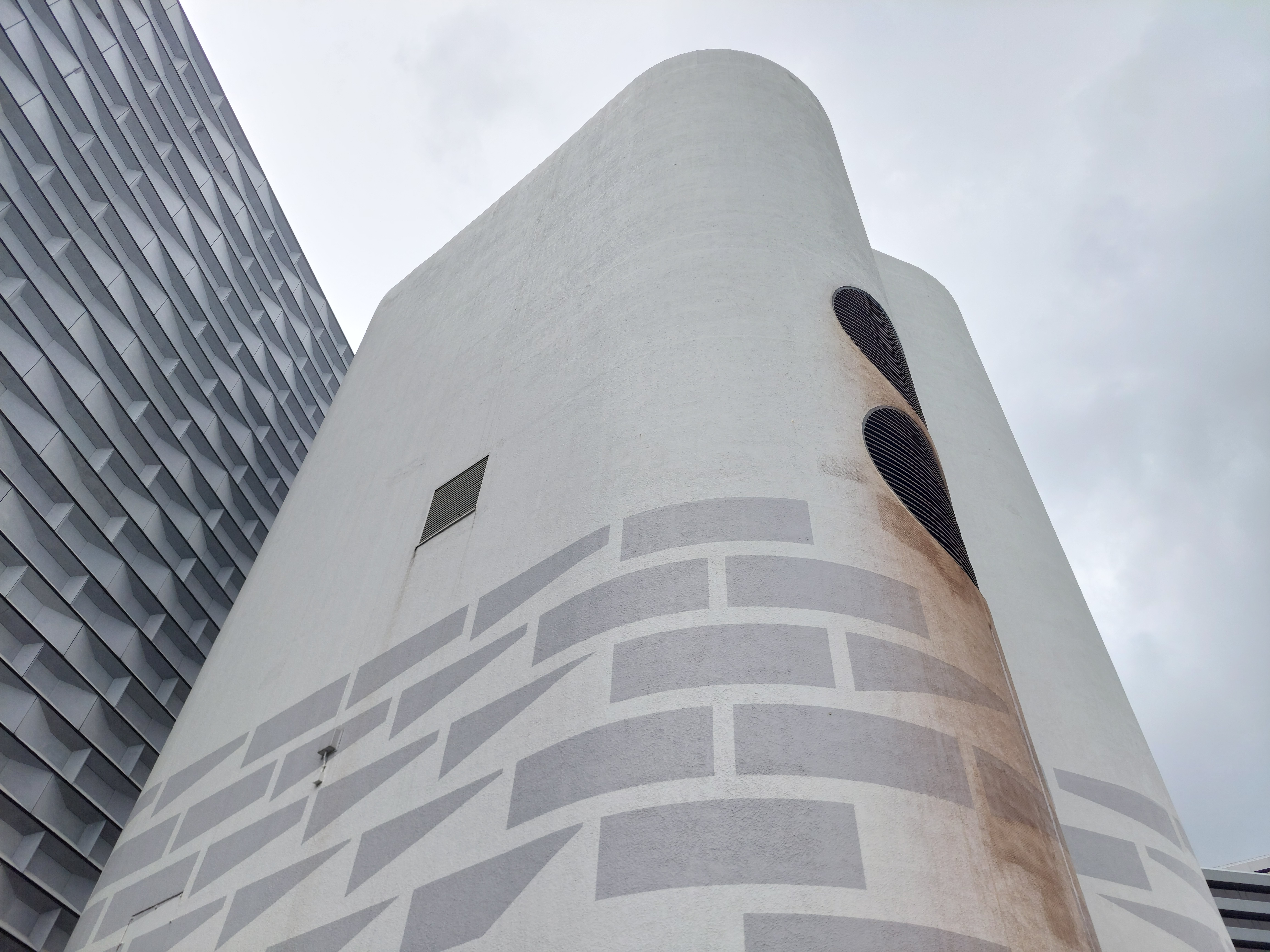
第一條過海鐵路的北面通風大樓，毗鄰香港藝術館
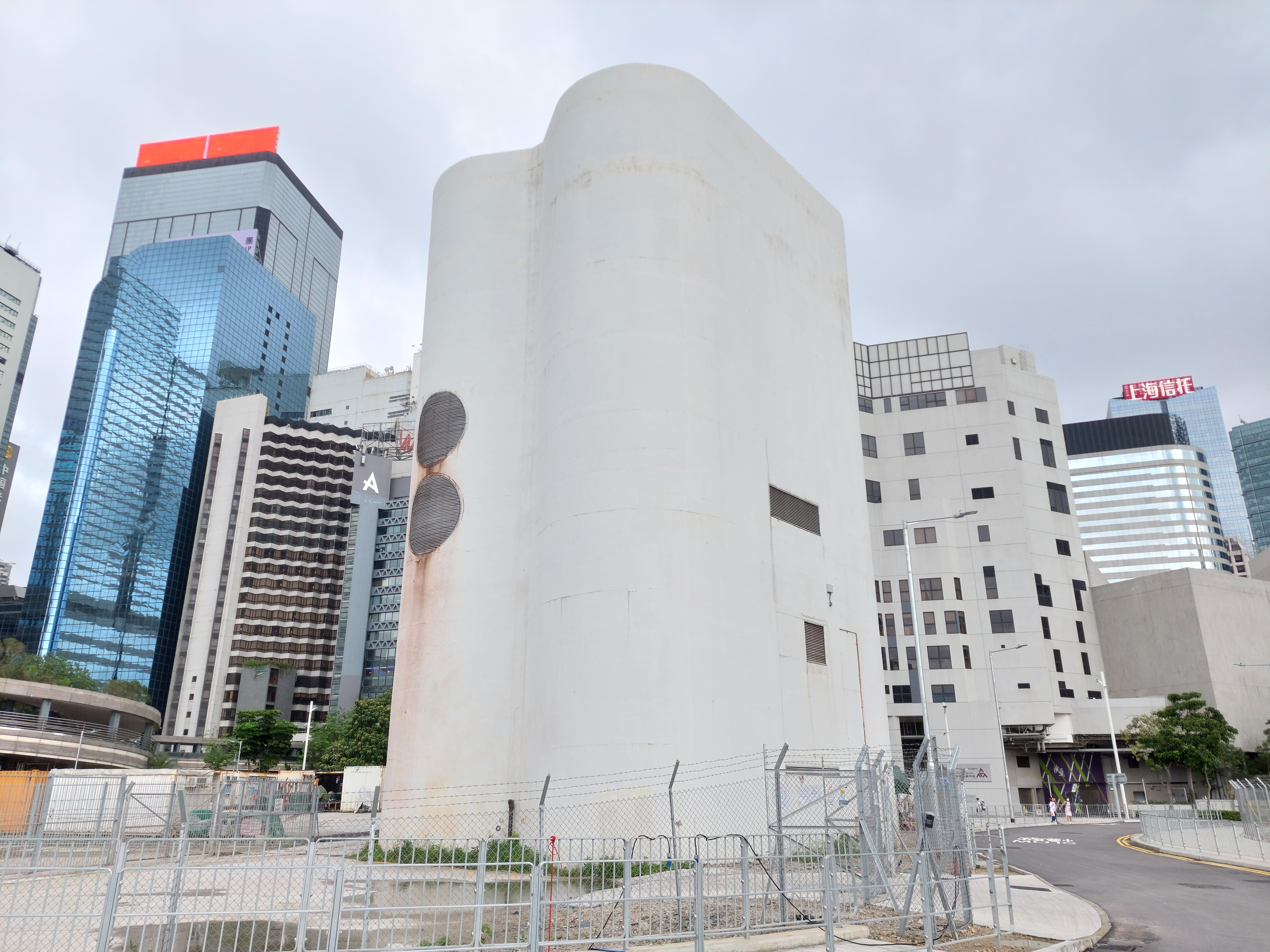
第一條過海鐵路的南面通風大樓，在填海工程後不再臨海

## 外景場地
於香港電影《超級計劃》中，此隧道的其中一側防洪閘，曾成為全片結局部分的取景場地。

## 延伸閱讀
- . 港鐵facebook專頁.